# Flemming Skude
Flemming Skude (født 11. marts 1944 i Torrig, Birket Sogn) er en dansk arkitekt, der særligt har markeret sig indenfor postmodernismen.
Efter studentereksamen fra Nakskov Gymnasium i 1963 blev han uddannet bygningsarkitekt fra Kunstakademiets Arkitektskole i 1969. Efter nogle år hos Fournais & Brandstrups Tegnestue fra 1969 og Krohn og Hartvig Rasmussens Tegnestue fra 1971, etablerede han i 1978 egen tegnestue i Sakskøbing. Fra 1982 til 2006 var han videnskabelig assistent og senere lektor på Byggeriets Studiearkiv ved Kunstakademiets Arkitektskole og var desuden anmelder ved Politiken fra 1993 til 1997. Fra 2006 har han atter drevet egen arkitektvirksomhed.
Foruden udsmykningen af vandtårnet Saxine i Sakskøbing er han på Lolland mest kendt for sommerhusene i Hummingen, heriblandt Himmelhuset, der er omtalt som et af de 1.000 mest spændende bygningsværker i verden i en britisk værk om arkitektur - side om side med Den Sorte Diamant.

## Værker i uddrag
- Tandklinik, Maribo (1984-1985)
- Fritidshuset "Elverhøj", Bratten Strand (1987)
- Musikstue, tilbygning, Vaserne (1988)
- Smilende ansigt på vandtårnet Saxine, Sakskøbing (1982)
- Villa Vision, Høje-Taastrup (1993-1994, sammen med Ivar Moltke)
- Con Cave, Hummingen, Lolland (1997)
- Himmelhuset, Hummingen, Lolland (1999)
- villAlive, s.m. Ivar Moltke (2007)